# Mario Barth
Mario Barth (Berlin-Mariendorf, Tempelhof–Schöneberg, 1972. november 1. –) német humorista, televíziós személyiség, aki show-műsoraiban elsősorban a férfiak és nők együttélési problémáival, a közöttük lévő markáns viselkedésbeli különbségekkel foglalkozik.

## Élete
Mario Barth berlini családból származik, öt testvére van. Egy katolikus iskola elvégzését követően 1995-ig színésznek tanult. Ezt követően rövid televíziós fellépések következtek stand-up comedy formában a Night Wash és a Quatsch Comedy Club című műsorokban.
Saját színpadi show-műsorával, amelynek címe az volt, hogy Männer sind Schweine, Frauen aber auch! (A férfiak disznók, de a nők is!) 2001-ben debütált. 2003-ban saját comedy-műsort kapott a ProSieben nevű kereskedelmi csatornán, melynek címe Keine Ahnung? (Fogalma sincs?). Ezt követően feltűnt a Schillerstraße című improvizációs műsorban is a SAT 1 csatornán.
2004-ben meghódította a bestseller-listákat is: a Langenscheidt kiadó gondozásában megjelent Deutsch-Frau – Frau-Deutsch (Német-Nő – Nő-Német) című szótára, amelyben megmagyarázza férfitársainak, mire is gondolnak a gyengébbik nem tagjai valójában, amikor mondanak valamit.
Első önálló színpadi show-jának DVD-kiadása 2005 októberében jelent meg, és időközben hétszeres platina-státuszt ért el – ez egyedülállónak számít a comedy-DVD-k körében.
Második önálló műsorával 2006-ban debütált; a címe Männer sind primitiv, aber glücklich (A férfiak primitívek, de boldogok) volt. Három évvel később a Männer sind peinlich, Frauen manchmal auch! (A férfiak kínosak, néha a nők is!) című programmal turnézott.

## Filmszerepei
- 2006: A 7 törpe visszatér, avagy az erdő nem elég (7 Zwerge – Der Wald ist nicht genug); Rumpelstilzchen manó
- 2006: Crazy Race 3 – Sie knacken jedes Schloss, tévéfilm; Max ügynök
- 2009: Männersache; több szerepben
- 2011: Blutzbrüdaz; börtönlakó